# Lejnevo
 (août 2023).
Si vous disposez d'ouvrages ou d'articles de référence ou si vous connaissez des sites web de qualité traitant du thème abordé ici, merci de compléter l'article en donnant les références utiles à sa vérifiabilité et en les liant à la section « Notes et références ».
Lejnevo (Ле́жнево) est une commune urbaine de Russie, siège administratif du raïon (arrondissement) du même nom dans l'oblast d'Ivanovo. 

## Géographie
Lejnevo se trouve au bord de la rivière Oukhtoma à 29 km au sud d'Ivanovo, la capitale régionale, et à 280 km au nord-est de Moscou. 

## Histoire
Le village a été fondé en 1239. De 1588 à 1612, le village est la propriété de la veuve de Magnus, roi de Livonie, Marie Staritskaïa. Dans la seconde moitié du XVIIe siècle, il appartient à plusieurs générations des ancêtres d'Alexandre Pouchkine, et auparavant c'était une votchina des princes Dolgorouki. Lejnevo faisait partie du gouvernement de Vladimir.
Le village obtient son statut de commune urbaine en 1925.

## Population
Recensements (*) ou estimations de la population
| 1856  | 1897* | 1939* | 1959*  | 1970* | 1979* |
| ----- | ----- | ----- | ------ | ----- | ----- |
| 2 008 | 2 739 | 7 907 | 10 139 | 9 724 | 8 825 |

| 1989* | 2002* | 2010* | 2013  | 2014  | 2017  |
| ----- | ----- | ----- | ----- | ----- | ----- |
| 8 748 | 8 314 | 8 034 | 7 965 | 7 937 | 7 837 |

| 2019  | 2021  | - | - | - | - |
| ----- | ----- | - | - | - | - |
| 7 684 | 7 297 | - | - | - | - |

## Culture
La bourgade est inscrite à la liste des villes historiques de Russie.
Elle dispose d'un théâtre populaire.

## Économie
L'entreprise Avtoplastik (production d'isolation acoustique), une petite laiterie et des entreprises de menuiserie opèrent dans la commune.
Elle est reliée à Ivanovo et à Vladimir par la route fédérale R132.

## Patrimoine sacré
Lejnevo dispose de deux églises et d'un haut clocher formant un complexe architectural unique qui appartient au doyenné de Lejnevo de l'éparchie de Chouïa (Église orthodoxe russe). Ce complexe se trouve sur la place centrale de la bourgade, la place Soviétique. L'église Notre-Dame-du-Signe a été construite en 1816-1823 pour rendre grâce à la victoire de la guerre contre les armées napoléoniennes (1812). Juste à côté se dresse son haut clocher de 77 m avec des carillons réputés dans la région. Une autre église à côté est dédiée à saint Nicolas (construite en 1877) et une à l'Intercession (1902); cette dernière est en cours de restauration.
L'église de la Nativité-du-Christ a été construite dans la première moitié du XIXe siècle.

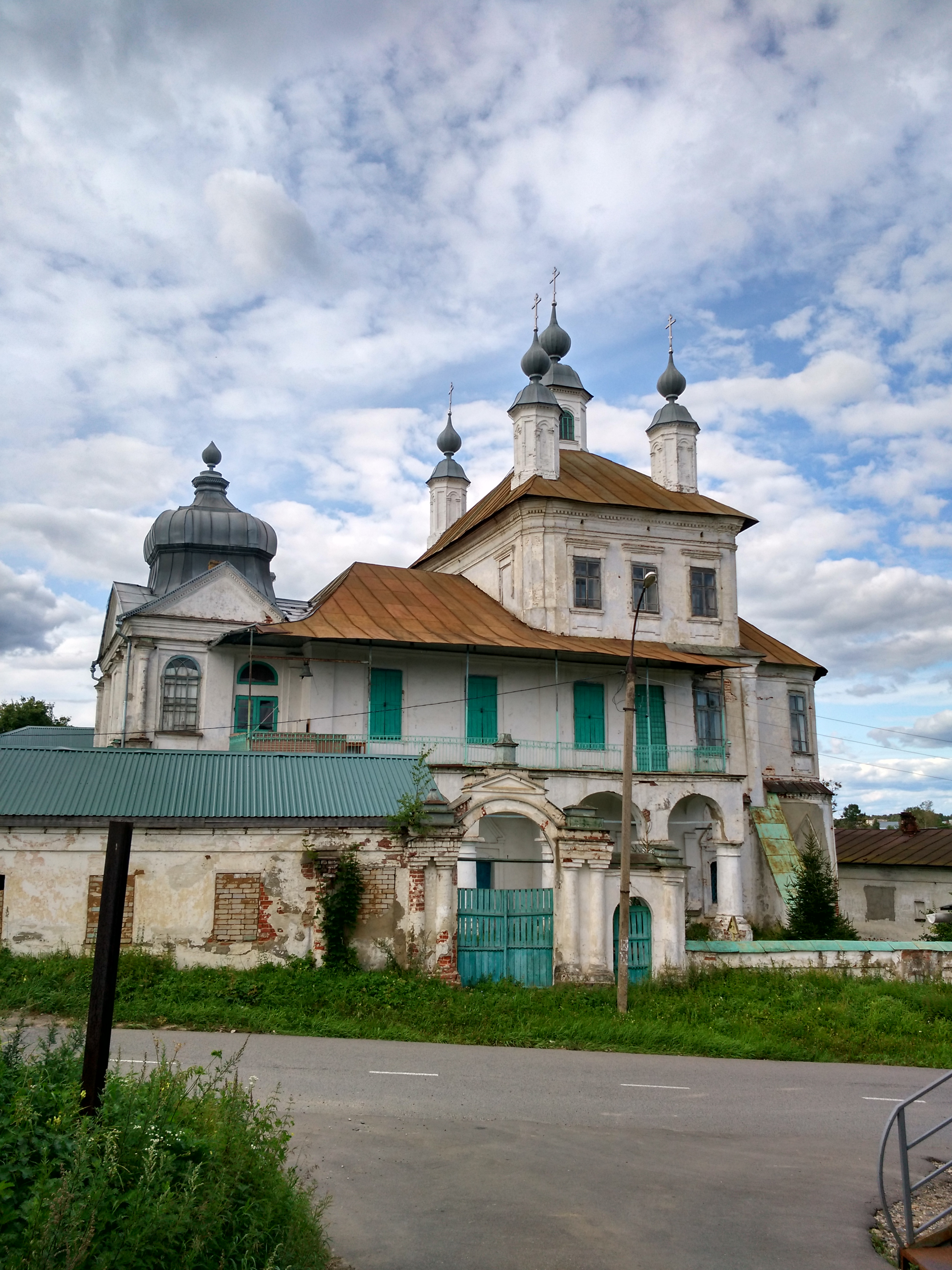
L'église ND du Signe.
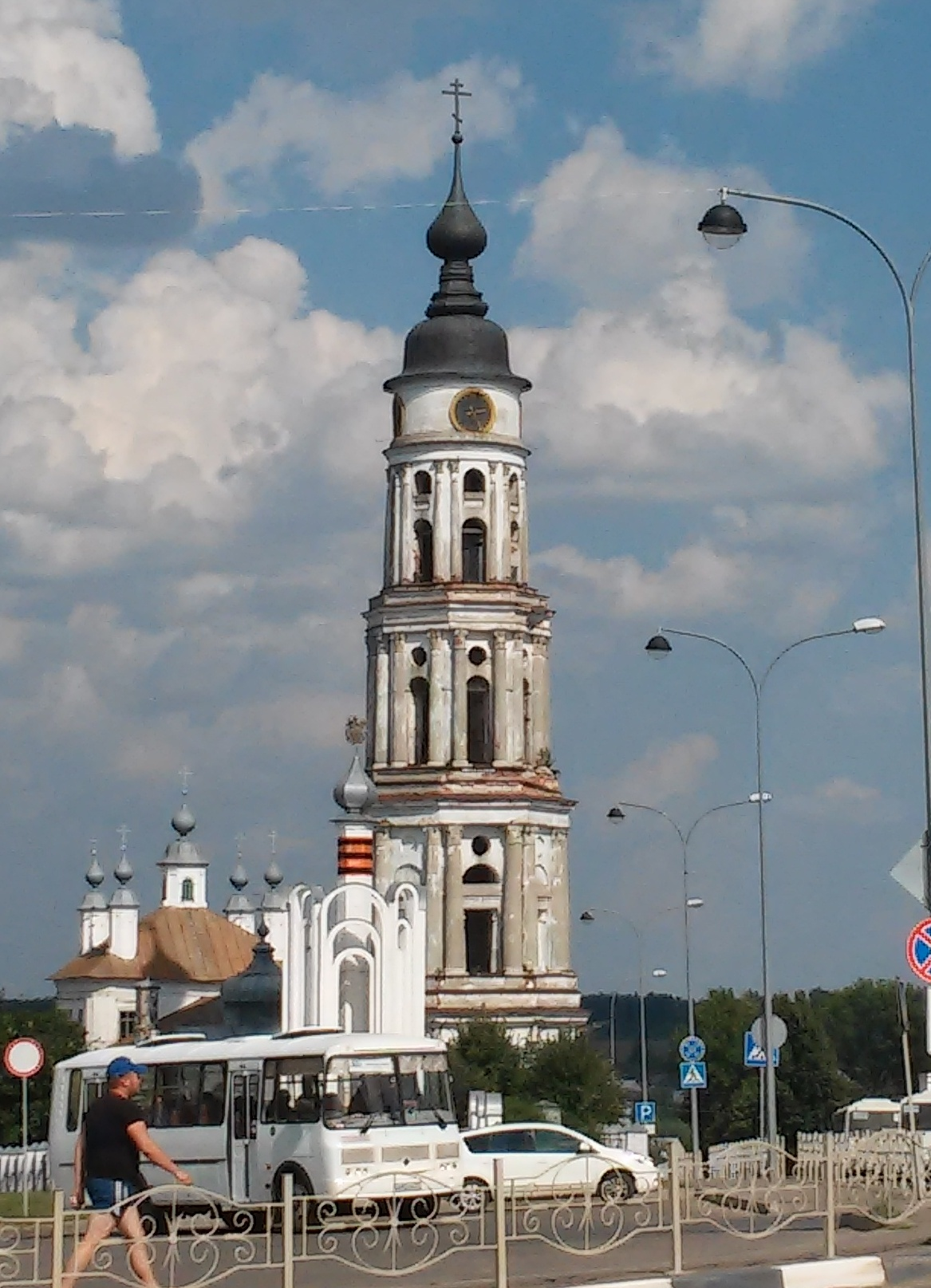
Clocher de l'église ND du Signe.
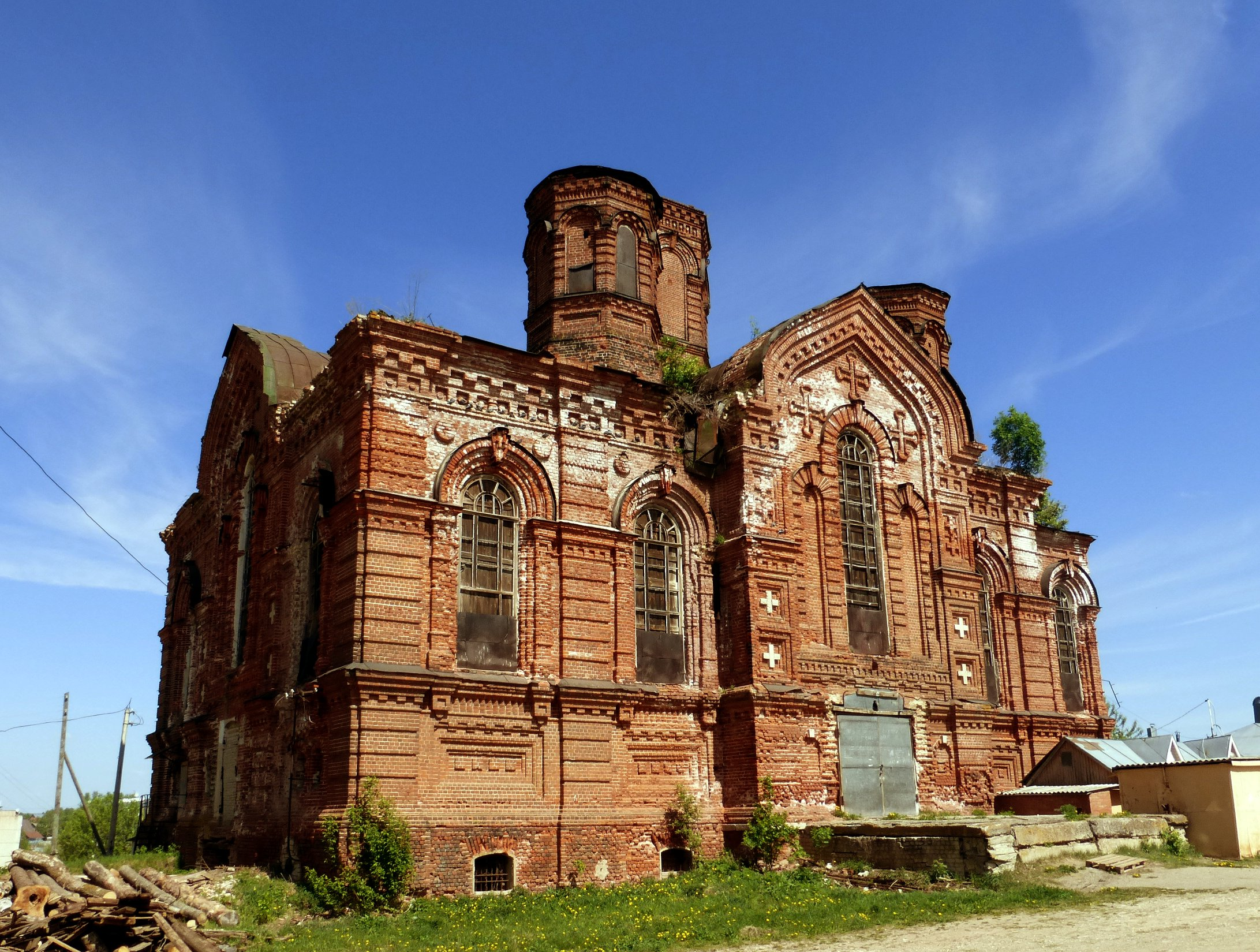
L'église de l'Intercession-de-la-Vierge.